# Kurs (ÖPNV)

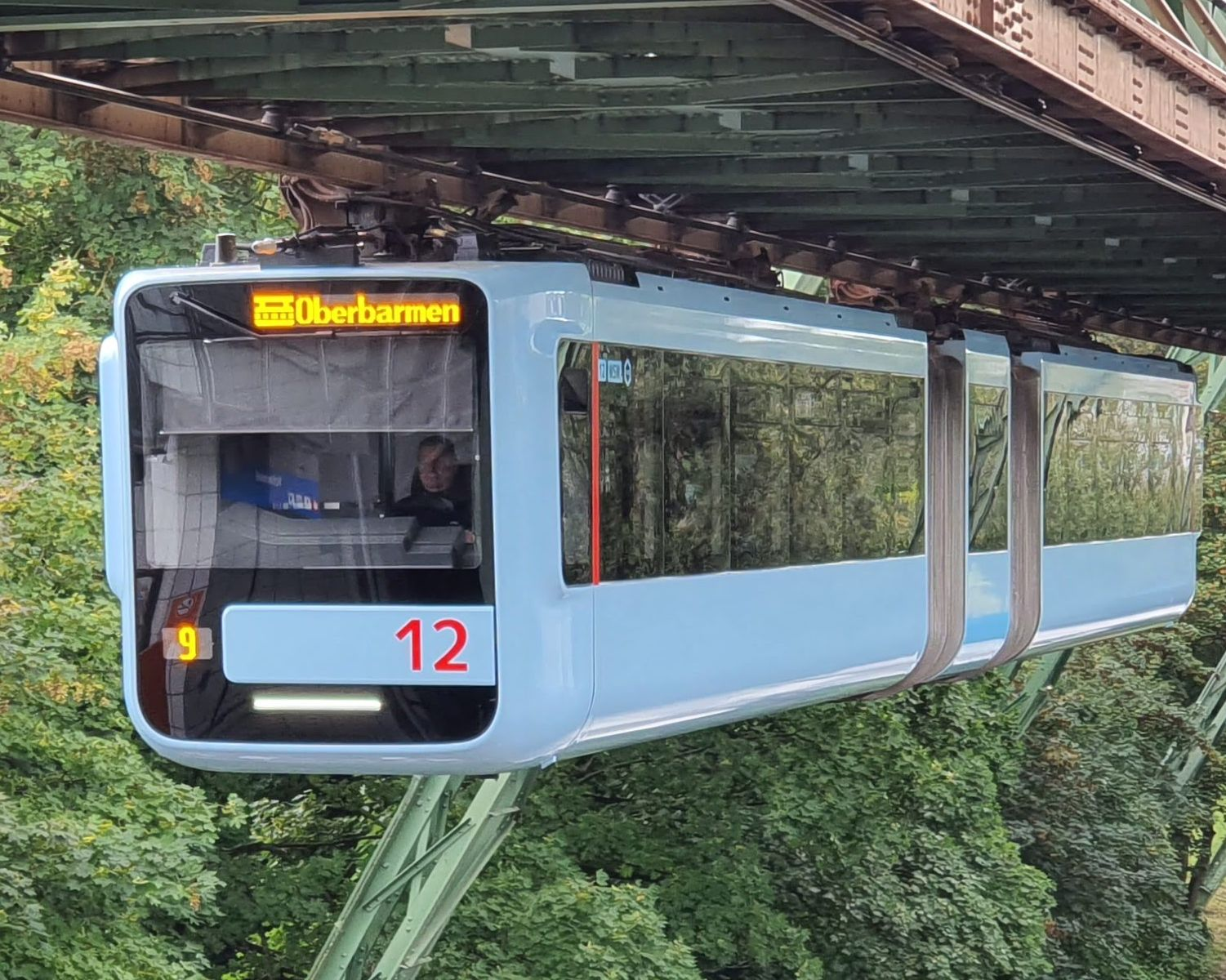
Wagen 12 der Wuppertaler Schwebebahn ist hier mit der Kursnummer 9 im Einsatz. Der Schwebebahn ist in Wuppertal die Liniennummer 60 zugewiesen. Stattdessen wird vor der Angabe der Endstation (hier Oberbarmen) aber grundsätzlich nur das Schwebebahn-Symbol angezeigt.

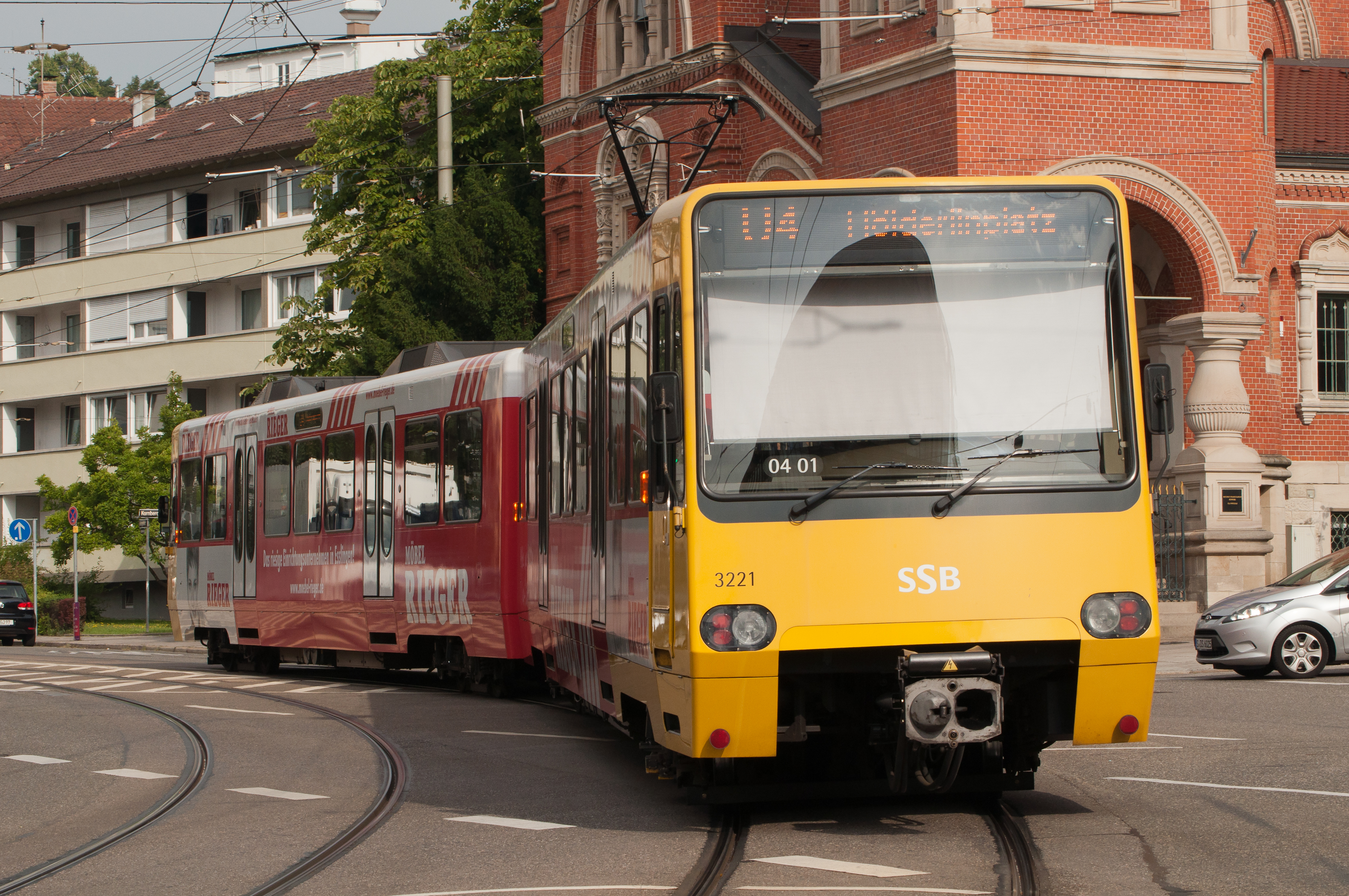
Kurs 01 der Stuttgarter Stadtbahnlinie U4, angezeigt mittels Stecktafel hinter der Frontscheibe

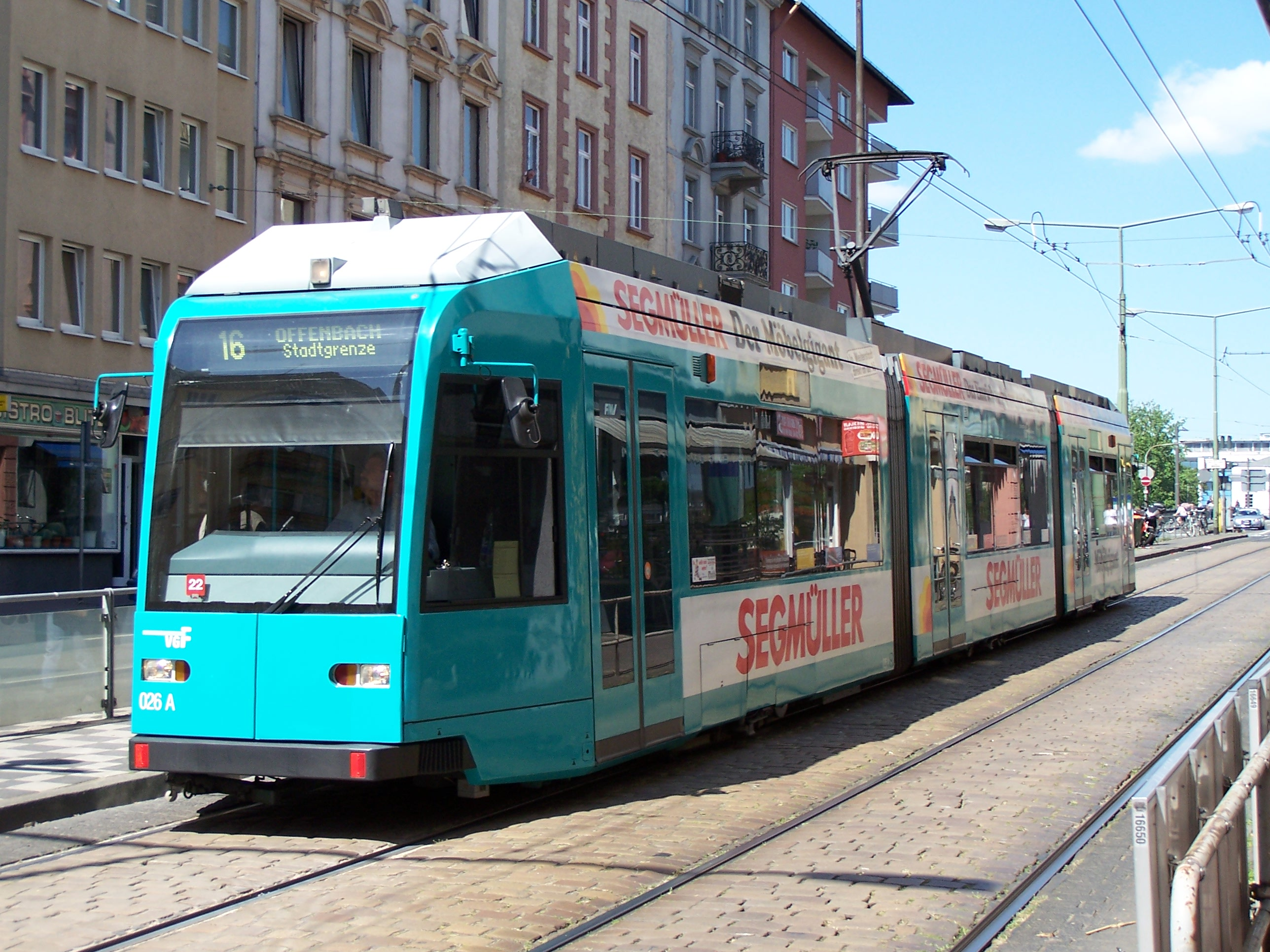
Frankfurt: das rote Kursschild weist auf den Betriebshof Gutleut hin

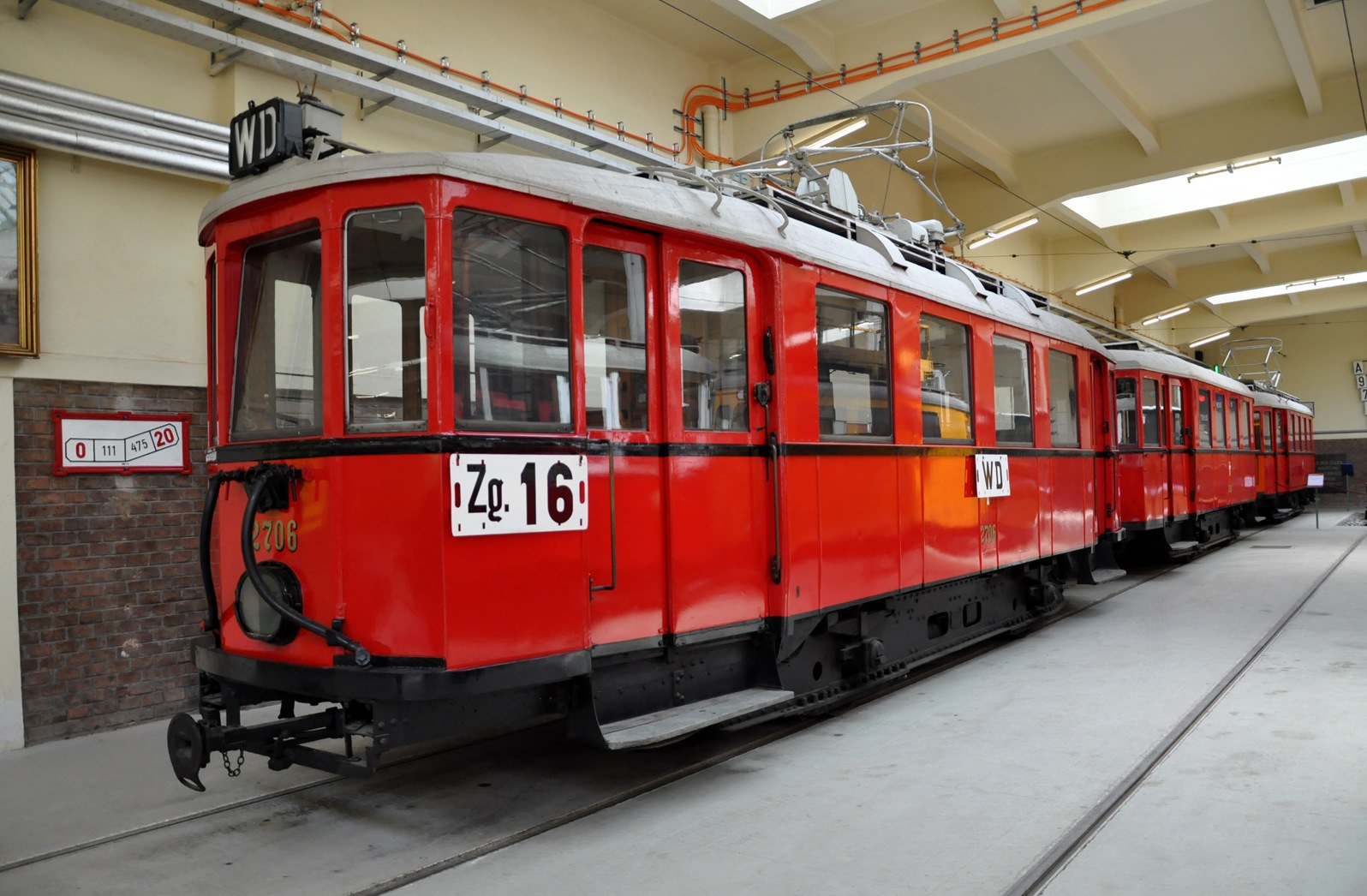
Bei der ehemaligen Wiener Elektrischen Stadtbahn waren die Kursnummern deutlich außen angeschrieben

Als Kurs wird im öffentlichen Personennahverkehr (ÖPNV) die kleinste Untereinheit einer Linie bezeichnet. Sind auf einer Linie zehn Züge im Einsatz, so wird diese von zehn Kursen bedient. Alternativ spricht man von Umläufen, wenngleich ein Umlauf im Laufe des Tages auch von einer Linie auf eine andere wechseln kann und dabei teilweise seine Kursnummer ändert. Damit unterscheiden sich Nahverkehrsbetriebe etwa von Eisenbahnverkehrsunternehmen, die statt einer festen Kursnummer für alle Fahrten eines Tages meist zahlreiche individuelle Zugnummern für jeweils nur eine einzelne Zugfahrt verwenden. Teilweise werden reguläre Fahrten im ÖPNV, in Abgrenzung zu einem E-Wagen oder einem Sonderzug, auch Kurswagen bzw. Kurszug genannt, auch das Kursbuch ist von diesem Begriff abgeleitet.
Die Kursnummer dient vor allem internen Zwecken eines Verkehrsunternehmens – etwa bei der Fahrzeugdisposition, der Personaleinsatzplanung sowie im Funkverkehr – und wird daher nicht immer öffentlich angezeigt. Ist dies der Fall, so ist sie meist einer kleinen Kursnummernanzeige hinter der Front- oder ersten Seitenscheibe des Führerstands zu entnehmen. Hierbei kann es sich um ein Steckschild (Kurstafel oder Kursschild genannt), ein Ringbuch, eine kleine Rollbandanzeige oder eine Digitalanzeige handeln. In den Fahrplanunterlagen ist die Kursnummer meist nicht aufgeführt. Des Weiteren spielt sie eine Rolle, wenn auf eingleisigen Strecken nach Kreuzungsplan gefahren wird. Hierbei kann das Personal bei entgegenkommenden Zügen prüfen, ob in der Ausweiche der richtige Gegenzug abgewartet wurde oder ob es sich um einen verspäteten Zug handelt und der eigentlich abzuwartende Zug noch folgt. Bei der Straßenbahn Magdeburg wiederum zeigte eine mit einem roten Diagonalbalken durchgestrichene Kurstafel an, dass dieser Zug noch nicht für die Teilnahme am Betriebsfunk ausgerüstet war.

## Anwendungsbeispiele
Die einzelnen Kurse einer Linie sind in der Regel fortlaufend durchnummeriert, bei einer fiktiven Linie 1 mit zehn Kursen sind hierfür unter anderem folgende Varianten denkbar:
| Variante 1: | 1/1 | 1/2 | 1/3 | 1/4 | 1/5 | 1/6 | 1/7 | 1/8  | 1/9 | 1/10 |
| Variante 2: | 1-1 | 1-2 | 1-3 | 1-4 | 1-5 | 1-6 | 1-7 | 1-8  | 1-9 | 1-10 |
| Variante 3: | 11  | 12  | 13  | 14  | 15  | 16  | 17  | 18   | 19  | 110  |
| Variante 4: | 1   | 1 2 | 1 3 | 1 4 | 1 5 | 1 6 | 1 7 | 1 8  | 1 9 | 1 10 |
| Variante 5: | 1   | 2   | 3   | 4   | 5   | 6   | 7   | 8    | 9   | 10   |
| Variante 6: | I   | II  | III | IV  | V   | VI  | VII | VIII | IX  | X    |
| Variante 7: | A   | B   | C   | D   | E   | F   | G   | H    | I   | J    |

Die Verwendung römischer Zahlen ist beispielsweise bei der Straßenbahn Timișoara anzutreffen, sie hilft eine Verwechslungsgefahr zwischen Kurs- und Liniennummer zu vermeiden. Meist erfolgt die Nummerierung der Kurse aufsteigend in der Reihenfolge wie die Fahrzeuge morgens aus dem Depot ausgerückt sind. Teilweise ist die Codierung jedoch auch komplizierter, so unterscheiden manche Betreiber zwischen regulären Kursen mit niedrigen Kursnummern und Verstärkern mit besonders hohen Kursnummern oder verschlüsseln den zuständigen Betriebshof in der Kursnummer. Bei der Straßenbahn Chemnitz erhielten früher die Kurse des morgendlichen Berufsverkehrs den Zusatz „-1“ und Kurse des abendlichen Berufsverkehrs den Zusatz „-2“. Im Gegensatz dazu führten die Ganztageskurse keinen Zusatz.
Wird ein Wagen im Laufe des Tages außerplanmäßig ausgetauscht, etwa in Folge eines Defekts, so übernimmt das Ersatzfahrzeug meist die Kursnummer des eingerückten Wagens. Sind von einer Störung hingegen mehrere Fahrzeuge betroffen, zum Beispiel nach einer unfallbedingten Streckensperrung, kann es aber auch sein, dass der Umlaufplan durcheinandergerät und mehrere Kurse ihre Fahrplanlagen für den Rest des Tages miteinander tauschen.
Bei der Straßenbahn Frankfurt am Main gab die Hintergrundfarbe der Kurstafel – bis zur Einführung von Digitalanzeigen – zusätzlich an, welcher Betriebshof den jeweiligen Wagen stellte. Bei der Straßenbahn Würzburg wiederum drücken die Farben den Betriebstag aus, wobei Grün für allgemeine Werktage, Blau für Samstage und Rot für Sonntage steht.

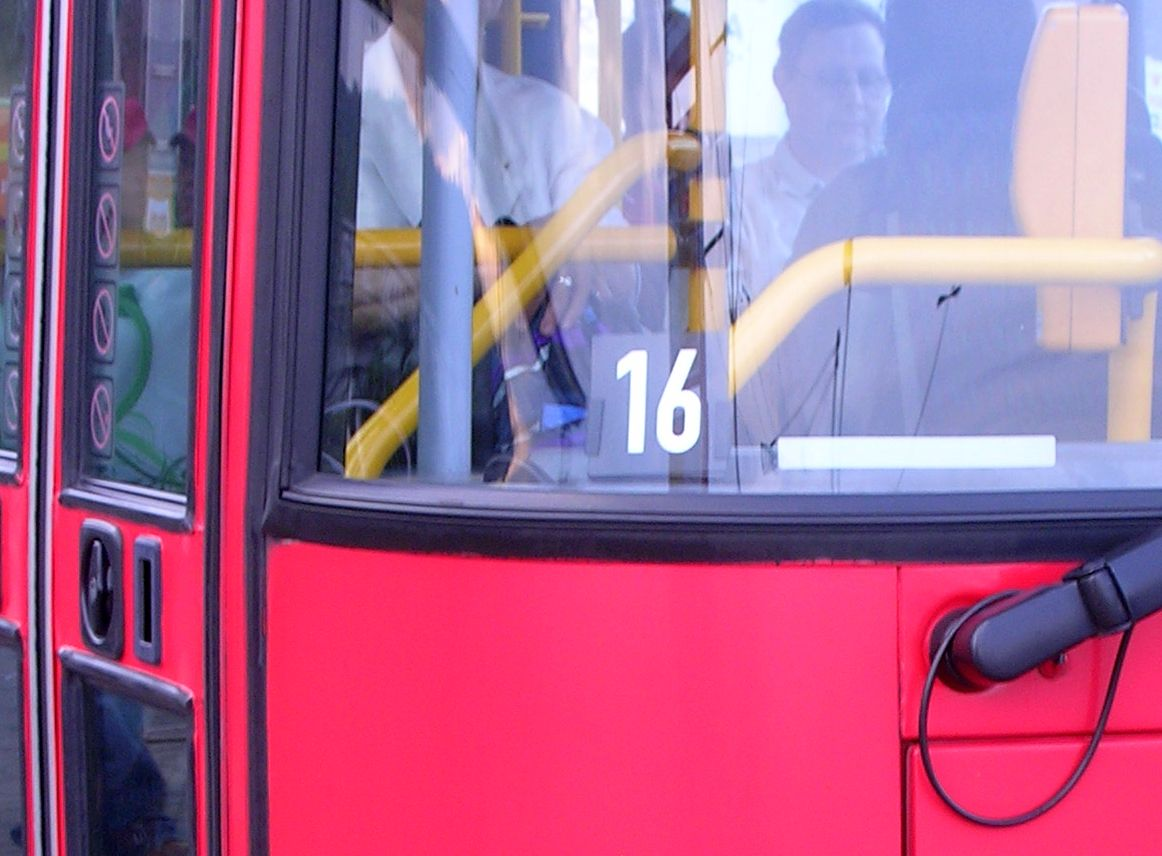
Kurs 16 (Sonderbuslinie X-3 in Prag)
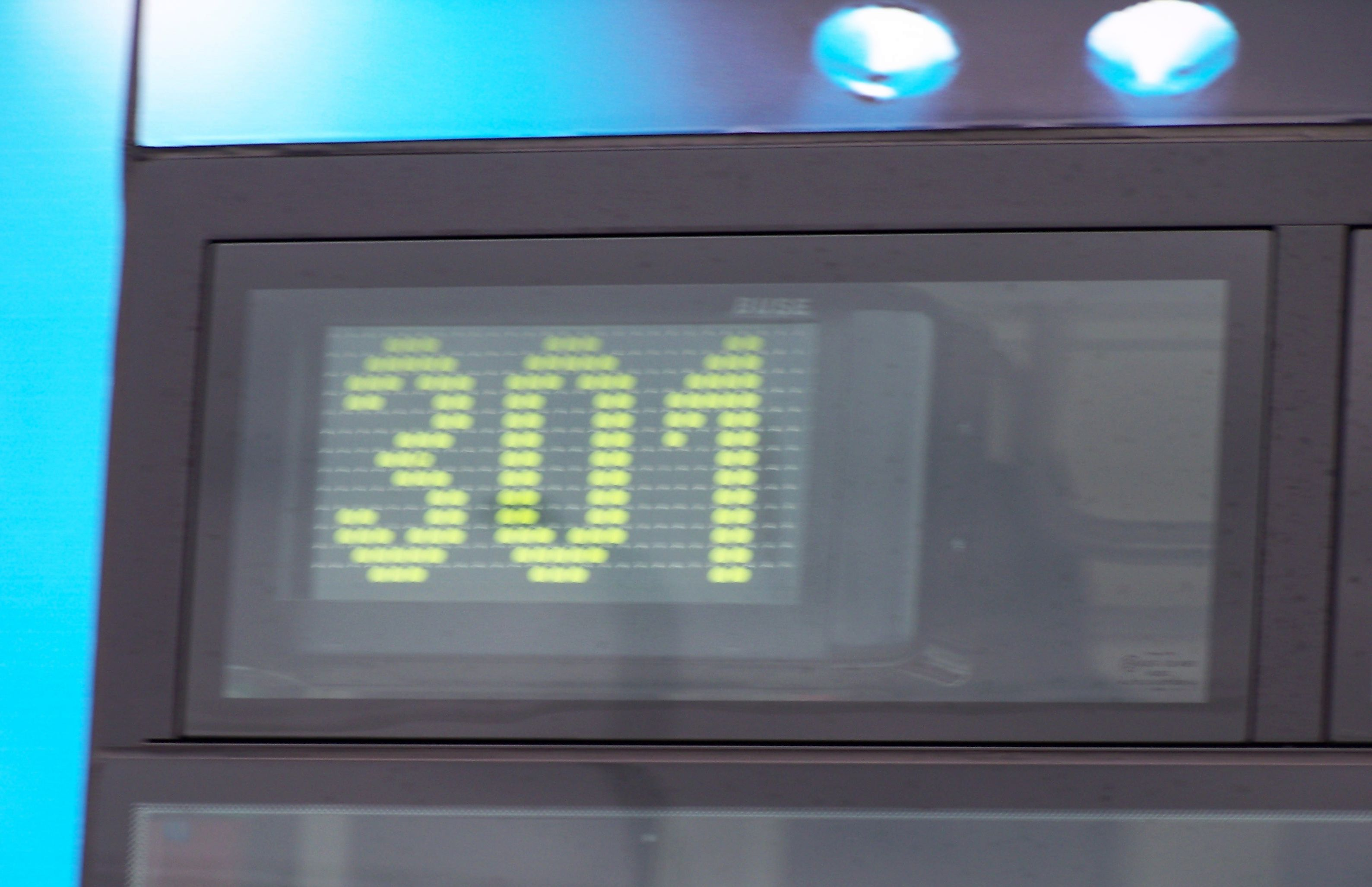
Kurs 01 der Prager Straßenbahnlinie 37, die vorangestellte 3 ist die Nummer des Straßenbahndepots
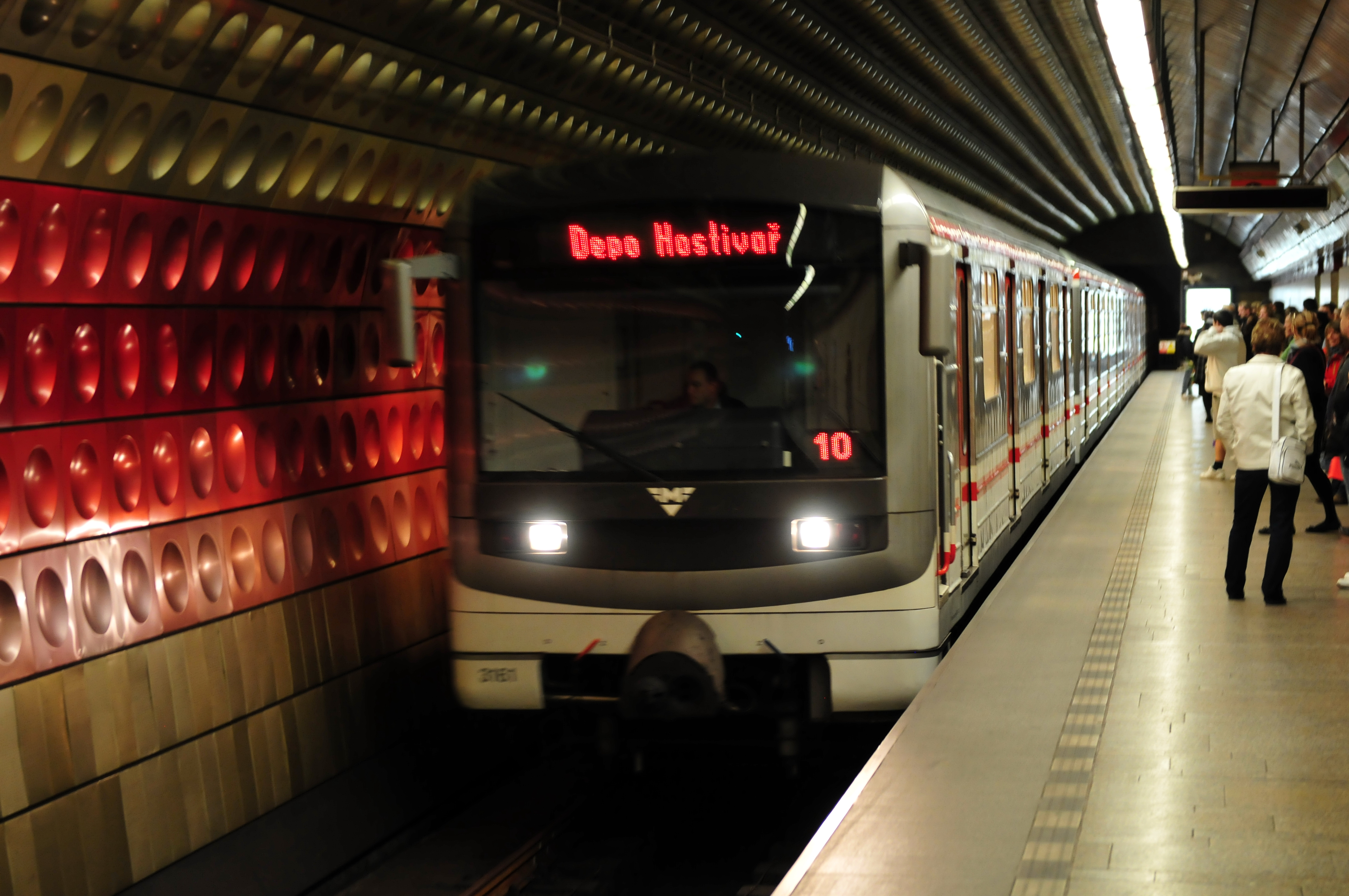
Kurs 10 der Prager Metrolinie A
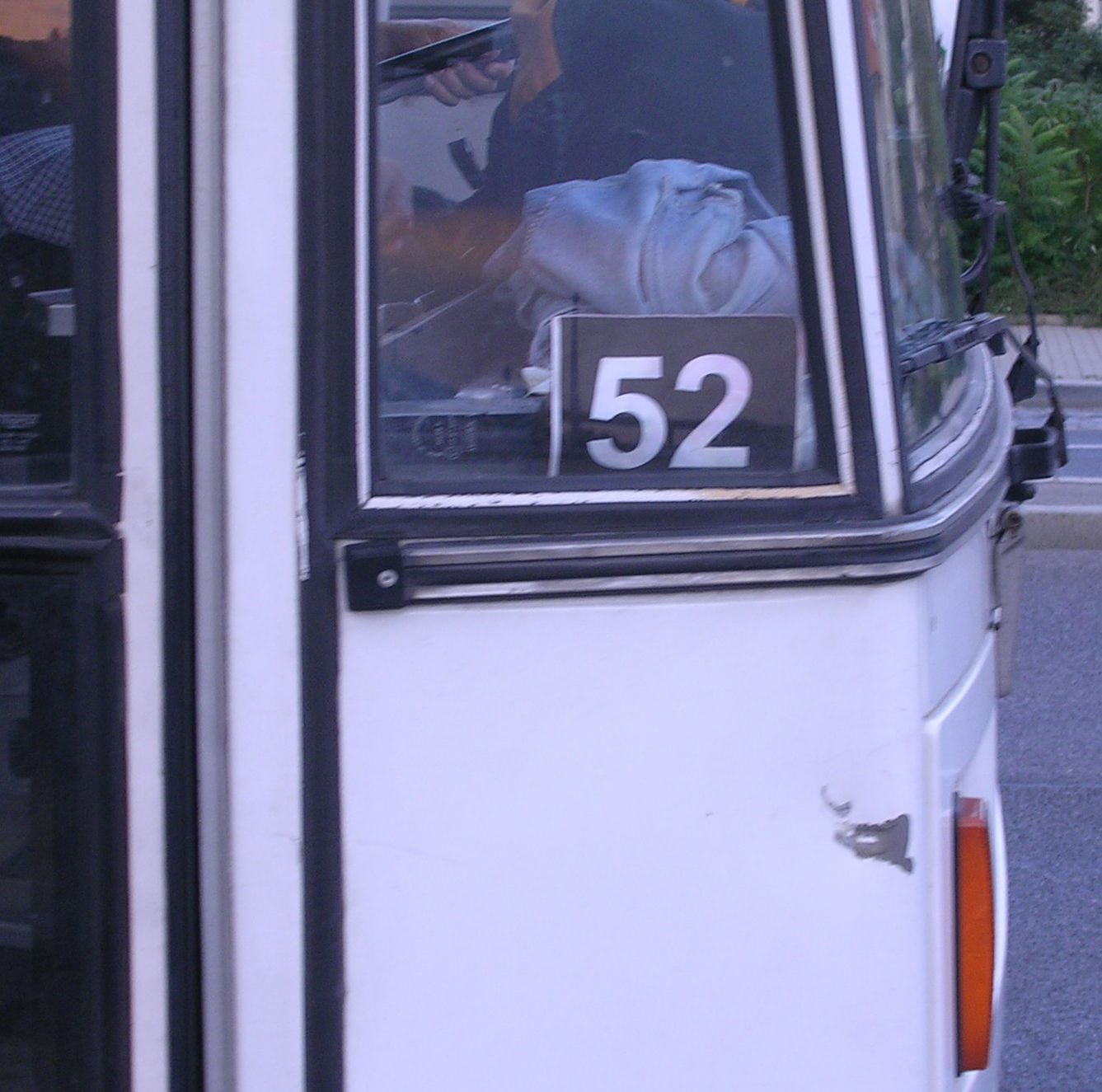
Nachtkurs 52 (X-3) in Prag
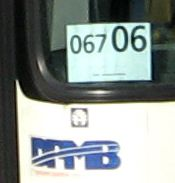
Kurs 06 der Brünner Buslinie 67